# Titularerzbistum Darnis
Darnis (ital.: Darni) ist ein Titularerzbistum der römisch-katholischen Kirche.
Die Stadt Darnis in der römischen Provinz Creta et Cyrene bzw. in der Spätantike Libya inferior, das heutige Darna in Libyen, wurde schon sehr früh der Sitz eines Metropolitan-Erzbischofs. Für die Zeit von ungefähr 400 bis 600 n. Chr. sind vier Bischöfe überliefert.
| Titularerzbischöfe von Darnis |                              |                                                                         |                   |                    |
| Nr.                           | Name                         | Amt                                                                     | von               | bis                |
| 1                             | José Pereira da Silva Barros | emeritierter Erzbischof von São Sebastião do Rio de Janeiro (Brasilien) | 2. Dezember 1893  | 15. April 1898     |
| 2                             | Joseph Weber CR              | Weihbischof in Lemberg (Ukraine)                                        | 15. April 1901    | 24. März 1918      |
| 3                             | Gisleno Veneri               | emeritierter Bischof von Acquapendente (Italien)                        | 15. Dezember 1919 | 15. November 1937  |
| 4                             | Efrem Forni                  | Apostolischer Nuntius                                                   | 27. November 1937 | 19. März 1962      |
| 5                             | Clemente Gaddi               | Koadjutorerzbischof von Syrakus (Italien)                               | 21. Juli 1962     | 25. September 1963 |
| 6                             | Giuseppe Bonfigioli          | Koadjutorerzbischof von Syrakus (Italien)                               | 9. November 1963  | 6. März 1968       |
| 7                             | Raffaele Baratta             | emeritierter Erzbischof von Perugia (Italien)                           | 15. Oktober 1968  | 14. Dezember 1970  |
| 8                             | Paul-Mounged El-Hachem       | Apostolischer Nuntius                                                   | 27. August 2005   | 7. Oktober 2022    |